# Estique-Pampa
Estique-Pampa é um distrito peruano localizado na província de Tarata, região de Tacna. Sua capital é a cidade de Estique-Pampa.

## Transporte
O distrito de Estique-Pampa é servido pela seguinte rodovia: Santa Rosa (distrito de El Collao)
- PE-38, que liga o distrito de Santa Rosa (Região de Puno) à cidade de Tacna (Região de Tacna) [2][3][4]